# Чепчуговская волость
Чепчуговская волость (Чепчугаевская волость, тат. چپچق ۋولىٰسىٰ, Чыпчык вулысы) — административно-территориальная единица в составе Казанского уезда Казанской губернии и Арского кантона Татарской АССР.
Волостное правление и квартира полицейского урядника располагались в селе Чепчуги, там же находилась становая квартира пристава второго участка Казанского уезда.
Территория бывшей волости является частью земель Высокогорского района РТ.

## География
Волость находилась на западе уезда, граничила на западе со Студёно-Ключинской и Алатской волостями, на севере — с Мульминской волостью, на востоке  — с Аркатовской и Черемышевской волостями Лаишевского уезда и на юге — с Собакинской волостью.

## История
Волость была образована не позднее 1870 года.
Не позднее 1920 г. переименована в Калининскую волость. По декрету «Об Автономной Татарской Социалистической Советской Республике» вошла в состав Арского кантона Татарской АССР. 
Упразднена в 1924 году, территория разделена между Калининской и Тукаевской волостями.

## Население
| 1883 | 1885  | 1890  | 1897  | 1914    |
| ---- | ----- | ----- | ----- | ------- |
| 7720 | ↗8442 | ↘8429 | ↘7983 | ↗10 096 |

Национальный состав (1885): русские — 6 280 чел. (74,39%), татары — 2 171 чел. (25,71%).

### Населённые пункты
| №  | Населённые пункты        | Население (1897 год) | Население (1907 год) | Преобладающая национальность | Современный статус                                    |
| -- | ------------------------ | -------------------- | -------------------- | ---------------------------- | ----------------------------------------------------- |
| 1  | село Бирюли              | 339                  | 387                  | русские                      | деревня, Высокогорский район                          |
| 2  | деревня Берляково        | 377                  | 412                  | русские                      | не существует                                         |
| 3  | село Глухово             | 286                  | 302                  | русские                      | не существует                                         |
| 4  | деревня Ивановка         | 253                  | 283                  | русские                      | не существует                                         |
| 5  | деревня Инса             | 586                  | 677                  | татары                       | село, Высокогорский район                             |
| 6  | деревня Кирилловка       | 224                  | 256                  | русские                      | деревня, Высокогорский район                          |
| 7  | деревня Красеново        | 167                  | 196                  | русские                      | деревня, Высокогорский район                          |
| 8  | деревня Новые Бирюли     | 119                  | 185                  | русские                      | деревня, Высокогорский район                          |
| 9  | деревня Петрова Белка    | 95                   | 117                  | русские                      | не существует                                         |
| 10 | деревня Русская Айша     | 348                  | 382                  | русские                      | часть села Русско-Татарская Айша, Высокогорский район |
| 11 | деревня Сидорова Пустошь | 545                  | 601                  | русские                      | не существует                                         |
| 12 | деревня Садилово         | 413                  | 578                  | русские                      | деревня, Высокогорский район                          |
| 13 | деревня Сосновка         | 259                  | 278                  | русские                      | село, Высокогорский район                             |
| 14 | деревня Тогашево         | 308                  | 273                  | русские                      | не существует                                         |
| 15 | деревня Татарская Айша   | 145                  | 136                  | татары                       | часть села Русско-Татарская Айша, Высокогорский район |
| 16 | село Хохлово             | 357                  | 806                  | русские                      | село, Высокогорский район                             |
| 17 | село Чепчуги             | 1525                 | 1641                 | русские                      | село, Высокогорский район                             |
| 18 | деревня Ямашурма         | 1637                 | 1986                 | татары                       | село, Высокогорский район                             |

В 1923 году волость делилась на 17 сельсоветов (Айшинский, Берляковский, Бирюлинский, Глуховский, Ивановский, Инсинский, Красеновский, Кирилловский, Ново-Ключинский, Петрово-Белкинский, Сосновский, Садиловский, Сергеево-Пустошинский, Тогашевский, Хохловский, Чепчуговский, Ямашурминский).

## Инфраструктура
В начале XX века на территории волости находилось 4 церкви, 3 мечети, 8 земских, 1 церковно-приходская школа, 3 мектеба, в с. Чепчуги имелись земская больница, почтово-телеграфное отделение; проживал ветеринарный фельдшер.
В 1914 г. в 1695 дворах насчитывалось 1422 лошади, 4273 овцы, 228 коз, 1019 свиней и 1818 голов рогатого скота; за крестьянами числилось 15787 десятин удобной земли.

## Транспорт
Через волость проходил Казанско-Пермский почтовый тракт и участок Казанбургской железной дороги Дербышки — Арск, построенный в годы Гражданской войны.